# Alba Iulia

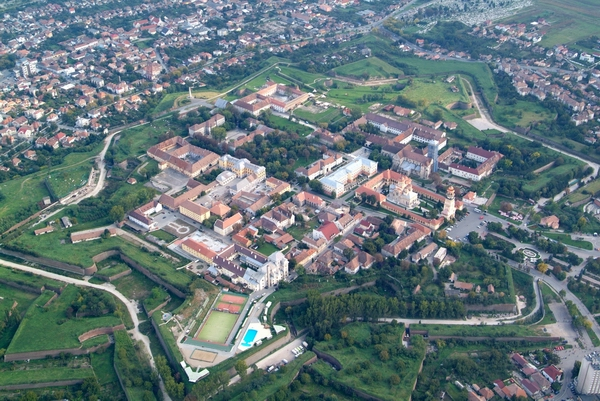
Luftbild der Altstadt (Festung) von Alba Iulia

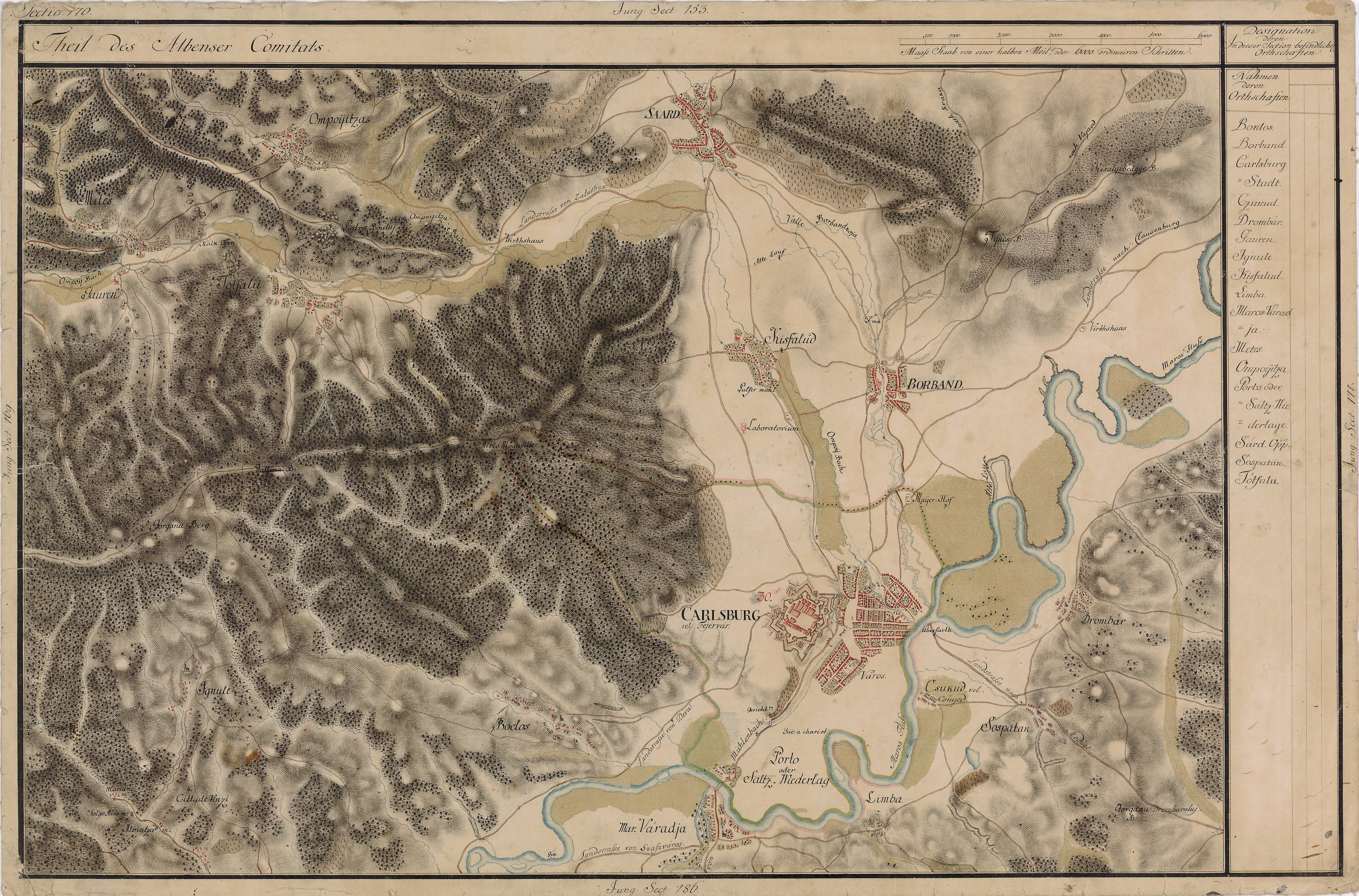
Alba Iulia (Carlsburg) und Festung, in der Josephinischen Landaufnahme von 1769–1773.

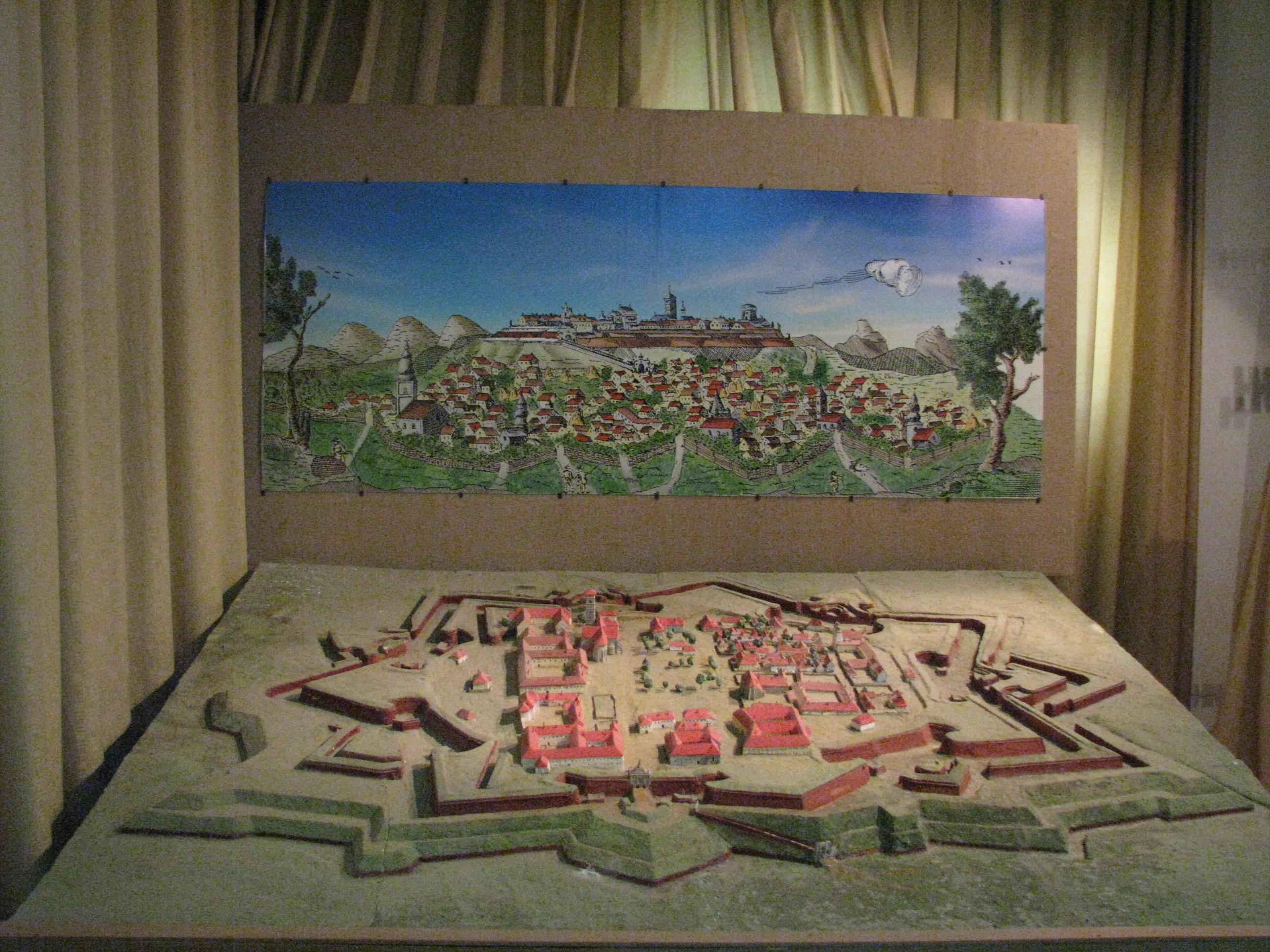
Modellbau der siebeneckigen Festung

Alba Iulia (Ausspracheⓘ; deutsch Karlsburg oder Weißenburg, ungarisch Gyulafehérvár) ist die Hauptstadt des Kreises Alba in der Region Siebenbürgen. Zudem ist sie Sitz der Planungsregion Zentralrumänien.
Früher war der Ort als rumänisch Bălgrad, deutsch Weißenburg und Balgrad sowie ungarisch Erdélyifehérvár, Fehérvár und Fejérvár bekannt. Den deutschen Namen Karlsburg sowie den ungarischen Károlyfehérvár erhielt sie erst 1711 nach Kaiser Karl VI.

## Geografische Lage

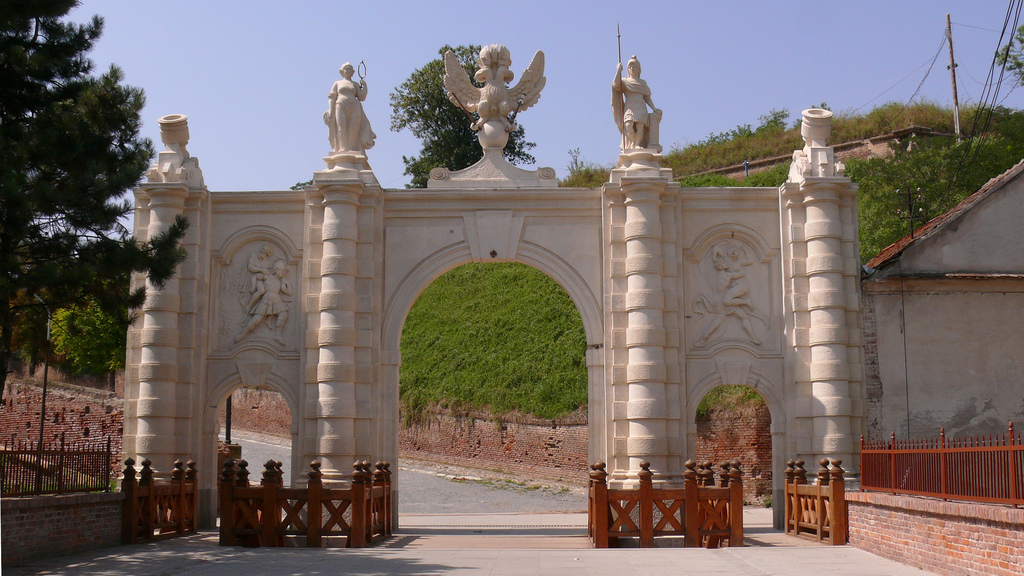
Tor I der Festung

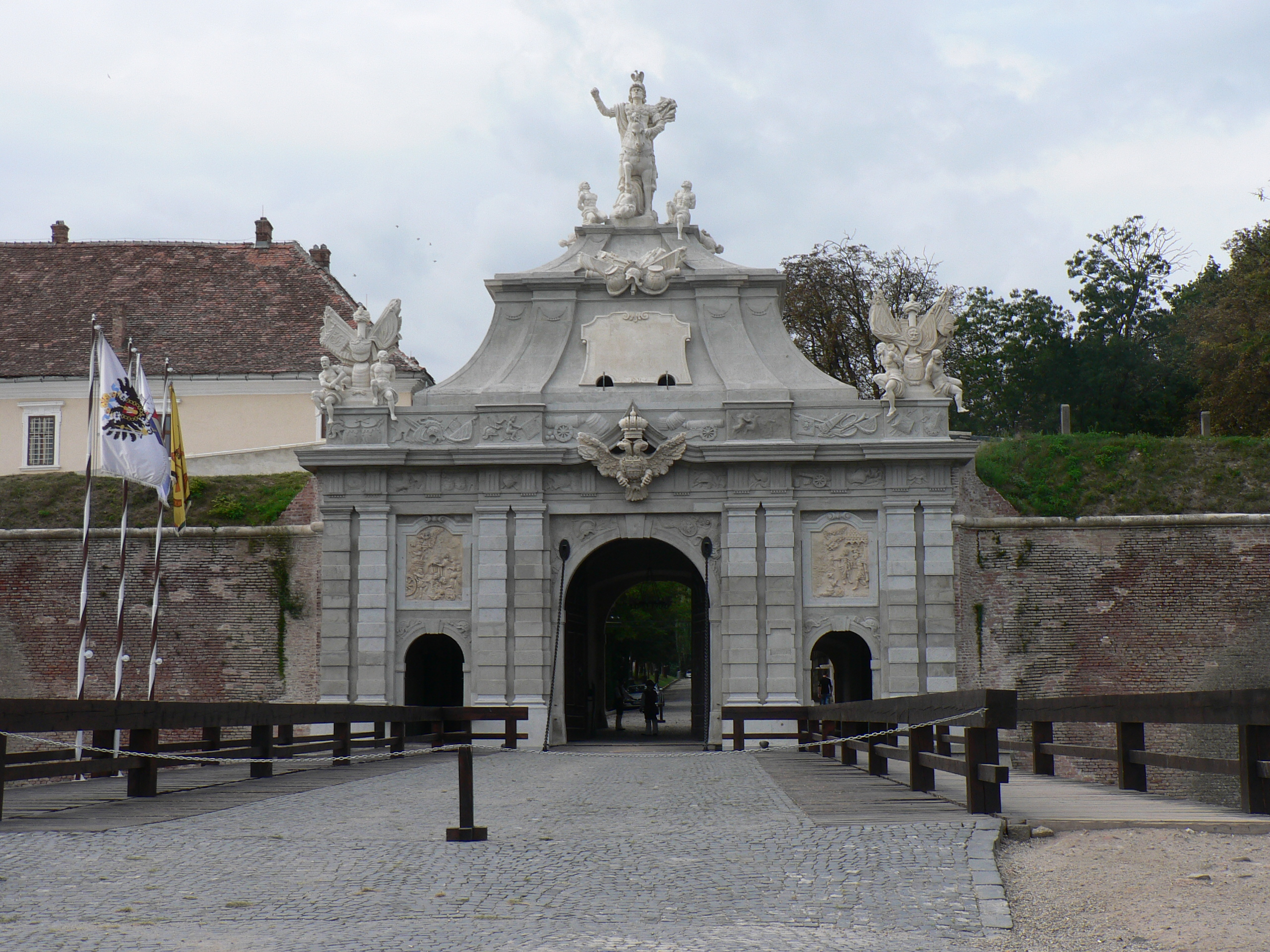
Tor III der Festung

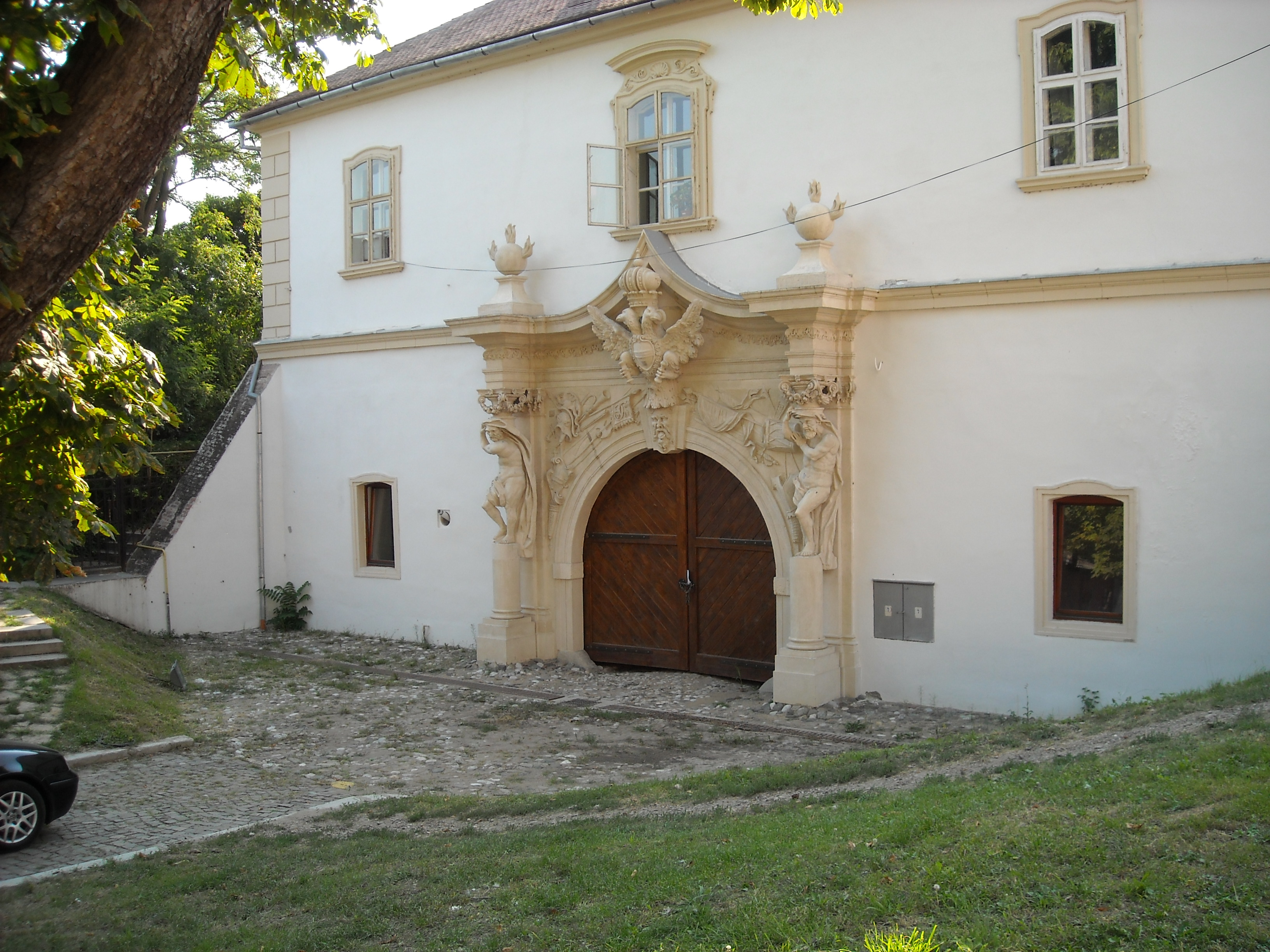
Tor IV der Festung

Die Stadt Alba Iulia liegt im Westen des Siebenbürgischen Beckens östlich des Trascău-Gebirges (Munții Trascăului), an der Mündung des Ampoi in den Mureș (Mieresch) und der Europastraße 81 und der Bahnstrecke Alba Iulia–Târgu Mureș. Alba Iulia ist etwa 15 Kilometer von Sebeș im Süden und ca. 27 Kilometer Aiud im Norden entfernt.

## Geschichte

### Antike
Die Besiedlung des Ortes reicht bis in die Jungsteinzeit zurück. In einer archäologischen Fundstätte im Nordosten der Stadt, in Lumea Nouă wurden 1942 entsprechende Funde gemacht.
Das Gebiet des heutigen Alba Iulia gehörte bis 107 n. Chr. zu Dakien. Da in der Nähe das Zentrum des Dakerreiches lag, errichteten die Römer – nach den Dakerkriegen und der Besetzung Dakiens – hier das Castrum Apulense  als Verwaltungszentrum. Während der nächsten 160 Jahre trug die Siedlung den Namen Apulum und entwickelte sich zu einer Verwaltungszentrale der Gold- und Silberbergwerke im westlich gelegenen Siebenbürgischen Erzgebirge und zum Hafen der römischen Provinz Dakien.
Während der Reichskrise des 3. Jahrhunderts zogen sich die Römer im Jahr 271 aus Apulum zurück. Die Stadt wurde durch die Wandervölker verwüstet. Nacheinander wurde das Gebiet von ostgermanischen Stämmen (Ostgoten, Gepiden) und halbnomadischen Reitervölkern (Awaren und Ungarn) bewohnt. Womöglich bereits im 6. Jahrhundert, als die Slawen begannen, unter awarischer Herrschaft in die Region einzuziehen, nannten sie die Stadt wegen der weiß gestrichenen Bauten Bălgrad („weiße Burg“ oder „die weiße Stadt“). Spätestens als das südliche Karpatenbecken unter bulgarische Herrschaft geriet, kann von einer Wiederbelebung der strategisch wichtigen Festung ausgegangen werden. Sie diente zur Überwachung des Salzhandels.
Die Hinterlassenschaften der Antike können im Muzeul Național al Unirii besichtigt werden.

### Ungarische Herrschaft
Die Ungarn übernahmen den slawischen Namen sinngemäß und nannten es Fehérvár („Weißenburg“). Zur Unterscheidung der verschiedenen Weißenburgen im Herrschaftsgebiet der Magyaren (siehe: Székesfehérvár, Nándorfehérvár) erhielt sie Zusatz nach dem dort ansässigen Gyula. Gyula war damals noch kein Name, sondern der Titel des zweitmächtigsten Ungarn vor der Christianisierung der Magyaren. Die deutsche Bezeichnung Alba Iulias Karlsburg erhielt Weißenburg nach dem Ausbau der Festung unter dem Habsburger Kaiser des Heiligen Römischen Reiches Karl VI.
Seit dem 9. Jahrhundert beherrschten die Gyulas von Alba Iulia aus das südöstliche Karpatenbecken. Ende des 10. Jahrhunderts begann der römisch-katholische König Stephan I. alle ungarischen Stämme zu vereinigen und die Christianisierung des noch teilweise heidnischen Volks voranzutreiben. Im Jahr 1003 nahm Stephan I. die Stadt seines Onkels Gyula Prokuj ein, der sich, wie sein Vater Zsombor, vergebens an Byzanz orientiert hatte. Der östliche Teil des Karpatenbeckens wurde integraler Bestandteil des nun christlichen feudalen Königreich Ungarn. Der Titel Gyula wurde nie wieder vergeben, hat sich aber bis heute im Namen der Stadt erhalten.
Mit der Vollendung der Grenzen des Erzbistums Weißenburg (Gyulafehérvár) im Auftrag des Papstes durch den Bischof von Ostia wurde Weißenburg im Jahr 1009 Sitz der kirchlichen Organisation Siebenbürgens. Der erste Bischof von Weißenburg war Buldus (1009–1046), gefolgt von Franco.

Im 12. Jahrhundert erhielt Weißenburg von der ungarischen Krone Privilegien, wurde aber 1241 durch einen Tatareneinfall verwüstet. Für den Wiederaufbau schenkte Ladislaus IV., König von Ungarn, dem Domkapitel von Weißenburg das Salzbergwerk Turda (Thorenburg).

### Hauptstadt von Siebenbürgen
Nach der Besetzung von Buda durch Süleyman I. und dem Zerfall des ungarischen Königreichs war die Stadt von 1451 bis 1690 kulturelles und administratives Zentrum des unter osmanischer Oberherrschaft stehenden Fürstentums Siebenbürgen. Zwischendurch wurde die Stadt kurzzeitig (1599–1601) vom walachischen Woiwoden Michael dem Tapferen besetzt und als Regierungssitz benutzt.
1622 gründete Gabriel Bethlen in Weißenburg die erste siebenbürgische protestantische Akademie, an der der schlesische Dichter Martin Opitz lehrte. Die Gründer der reformierten Akademie waren Johann Heinrich Altsted (1588–1638) und Johann Heinrich Bisterfeld (1605–1655). Altsted und Bisterfeld waren vorher Professoren an der reformierten Hohen Schule in Herborn gewesen und anerkannte Universalgelehrte. Mit ihnen kam auch Philipp Ludwig Piscator (1575/1580–1656?) nach Weißenburg. Er war der Sohn des reformierten Bibelwissenschaftlers Johannes Piscator und auch Theologieprofessor an der Hohen Schule. Das heutige Protestantische-Theologische Institut (Reformierte Abteilung) in Klausenburg (Cluj) sieht in Johann H. Altsted ihren akademischen Gründer und versteht sich als Nachfolger der ehemaligen reformierten Akademie Weißenburg. Johann H. Bisterfeld war neben seiner akademischen Tätigkeit auch Diplomat und Geheimer Rat von Fürst Georg I. Rákóczi von Siebenbürgen. Alle drei Gelehrten wirkten bis zu ihrem Tode in Weißenburg.

### Habsburger-Zeit
In der zweiten Hälfte des 17. Jahrhunderts wurde die Stadt durch die Türken zerstört und anschließend von den kaiserlichen Truppen Karls VI. besetzt. Nach Einebnung vieler Bauten auf dem Areal der heutigen Festung wurde 1714 nach Plänen von Giovanni Morando Visconti im Auftrag des Prinzen Eugen von Savoyen mit dem Bau der siebeneckigen Festung im Vauban-Stil begonnen. Aus dieser Zeit bekam Weißenburg den Kunstnamen Karlsburg.
Von 1761 bis 1871 befand sich in Karlsburg die Münzprägeanstalt des ungarischen Teils der Doppelmonarchie Österreich-Ungarn. 1784 fand in Alba Iulia der Prozess und die Hinrichtung der Anführer des Bauernaufstandes von 1784 – Horea und Cloșca – statt.

### Vereintes Rumänien

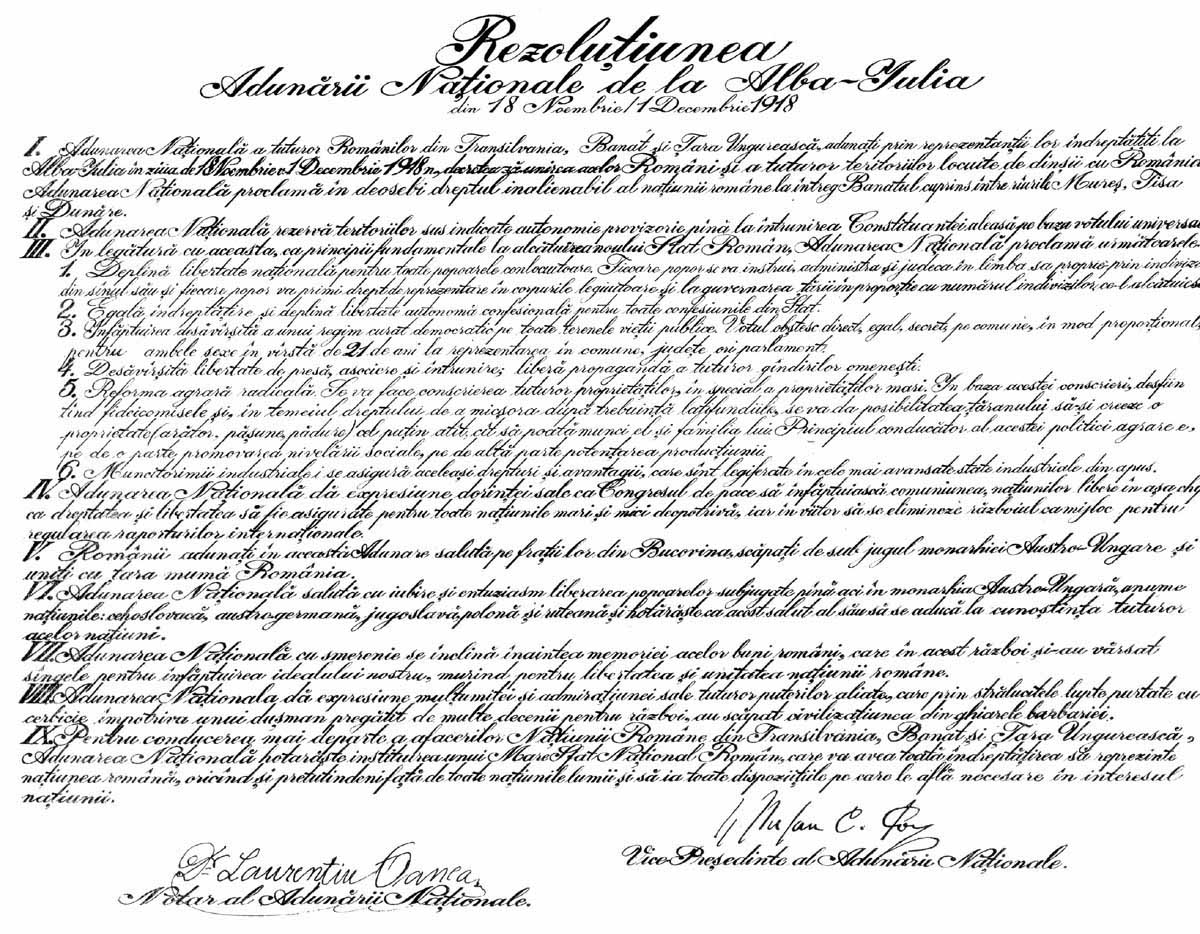
Resolution von Alba Iulia

Vertreter der Rumänen im zerfallenden Königreich Ungarn kamen vom 18. November bis 1. Dezember 1918 zu einer Nationalversammlung in Alba Iulia zusammen. Sie beschlossen die „Resolution von Alba Iulia“, in der sie sich für einen Anschluss Siebenbürgens, des Banats und weiterer bislang ungarischer Gebiete an Rumänien aussprachen. Dieses wurde in dem Vertrag von Trianon bestätigt; es entstand Großrumänien. An dieses Votum erinnert die Halle der Einheit (Sala Unirii) sowie der rumänische Nationalfeiertag (Tag der Großen Einheit) am 1. Dezember. Im Zuge dieser Ereignisse wurde Alba Iulia Kreishauptstadt, Sitz des römisch-katholischen- und des griechisch-orthodoxen Bischofs und Verwaltungs- und Kulturzentrum der Region. Die städtischen Verwaltungsgebäude stammen zum größten Teil aus der Zeit vor dem Ersten Weltkrieg. Im Jahr 1922 wurden in Alba Iulia Ferdinand I. und Maria von Rumänien als König und Königin des neuen Großrumänien gekrönt. Die orthodoxe Kathedrale wurde zu diesem Anlass erbaut.
Mit der Verwaltungsreform von 1968 und der Eingliederung von Gemeinden setzte in der Stadt die Industrialisierung ein, und es entstanden neue Wohnviertel.
Anfang 1987 sollte in der Stadt ein Hochhaus, welches auf dem heutigen Bulevardul Transilvania die Sicht auf die Dreifaltigkeitskathedrale versperrte, verschoben werden. Auch wenn Ceaușescu mit der freien Sicht auf die Kathedrale nicht ganz einverstanden war, konnte er doch überzeugt werden. Ein 7600 Tonnen schwerer Teil des Hochhauses wurde am 27. Mai 1987 in 5 Stunden und 40 Minuten um etwa 70 Meter verschoben und der zweite und größere Teil des Hochhauses wurde am 29. Juli 1987 in 6 Stunden und 40 Minuten verschoben, sodass der 55 Meter breite Bulevardul Transilvania mit Sicht auf die Kathedrale entstehen konnte.
Politische und berufsständische Vertreter der Versammlung der Weinbauregionen Europas (AREV; Assemblée des Régions Européennes Viticoles) trafen sich am 4. September 2007 in Alba Iulia, um eine Antwort auf die Vorschläge der Kommission zur Weinmarktreform auszuarbeiten (siehe auch Mainzer Resolution).

## Demografie
Die Bevölkerung der Kreishauptstadt Alba Iulia entwickelte sich wie folgt:
| 1850    | 09.122 | 05.840 | 1.276 | 0.760 | 1.246 |
| 1900    | 16.560 | 09.628 | 5.416 | 1.343 | 0.173 |
| 1930    | 12.282 | 07.862 | 2.034 | 0.545 | 1.841 |
| 1966    | 24.388 | 22.275 | 1.318 | 0.501 | 0.294 |
| 1992    | 71.168 | 66.678 | 2.516 | 0.461 | 1.513 |
| 2002    | 66.406 | 62.722 | 1.836 | 0.217 | 1.631 |
| 2011    | 63.536 | 55.671 | 1.010 | 0.115 | 6.740 |
| [0]2021 | 64.227 | 53.788 | 0.727 | 0.066 | 9.646 |

Die höchste Einwohnerzahl von Alba Iulia – und gleichzeitig die der Rumänen – wurde 1992, die der Ungarn (5418) 1910, die der Deutschen 1900 und die der Roma (1475) 2002 ermittelt. 1900 und 1910 bekannten sich im Ort Alba Iulia selbst 102 bzw. 65 Einwohner als Tschechen. Bei fast jeder Volkszählung wurden auch Serben (höchste Einwohnerzahl je 12 1900 und 1910), Ukrainer (höchste Einwohnerzahl 38 im Jahr 1930) und auch Slowaken (höchste Einwohnerzahl 45 im Jahr 1930) registriert.
2011 bekannten sich unter anderen, außer denen in der Tabelle mit ethnischer Zugehörigkeit angegebenen Einwohner, 1119 als Roma, 38 als Italiener, 19 als Juden, 13 als Türken, 9 als Lipowaner, 7 als Tschangos, 6 als Griechen, je 5 als Bulgaren und Polen, je 4 als Chinesen und Ukrainer und 3 als Kroaten.

## Politik und Religion

### Wappen

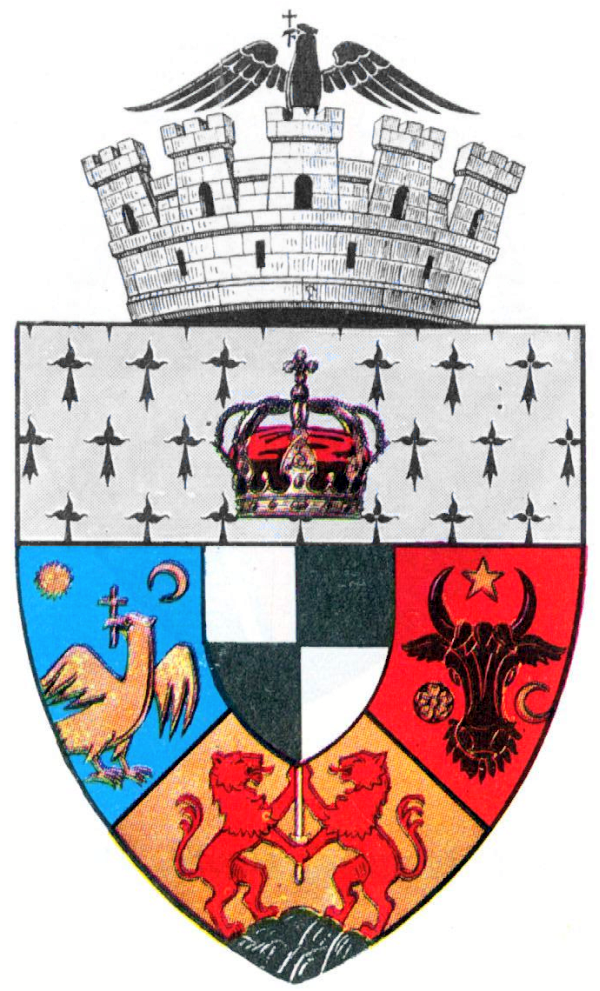
Wappen in der Zwischenkriegszeit
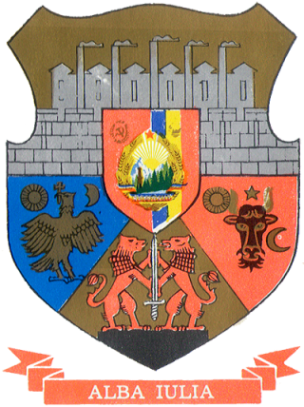
Wappen zur Zeit des Realsozialismus
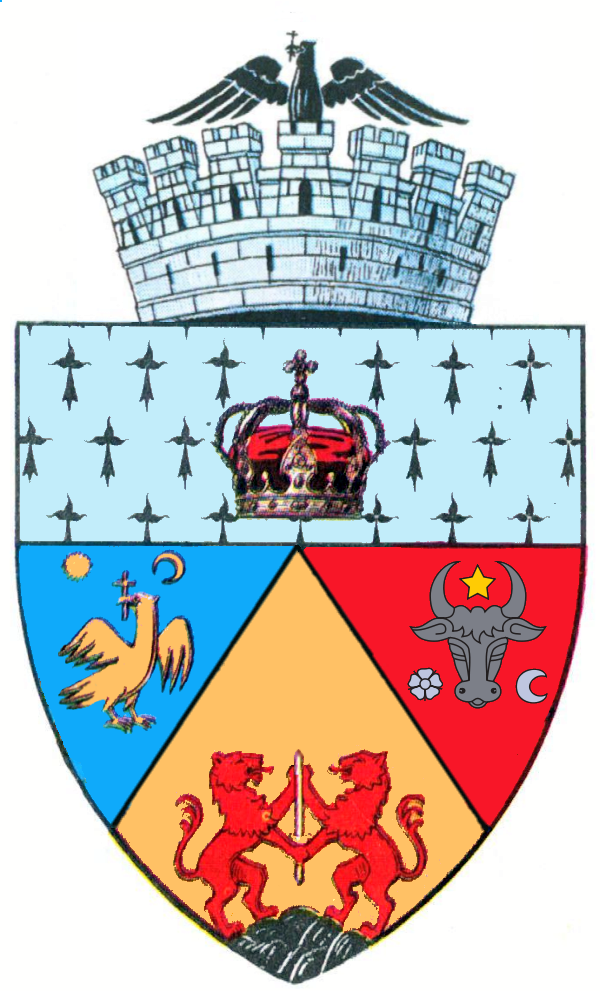
Aktuelles Wappen

Das heutige Stadtwappen von Alba Iulia besteht aus dem Schild und der siebentürmigen Mauerkrone, auf der ein Adler mit einem Kreuz im Schnabel thront. Im oberen Feld des Schildes ist die Krone Rumäniens dargestellt. Sie soll an den von Rumänien so genannten Unabhängigkeitskrieg von 1877 und an die Vereinigung Siebenbürgens mit Rumänien von 1918 erinnern. Der untere Teil des Schildes ist in drei Felder – in den Farben der rumänischen Flagge – geteilt. Im linken Feld ist das Wahrzeichen der Walachei – der goldene Adler mit dem Kreuz im Schnabel zwischen Sonne und Mond – auf blauem Hintergrund dargestellt; im mittleren zwei rote Löwen auf gelbem Hintergrund, ein Schwert haltend und auf einem schwarzen Berg stehend; im rechten das Wappen des Fürstentums Moldau (der Stierkopf mit einem fünfeckigen Stern zwischen den Hörnern, rechts ein heller Strahl, links der Mond) auf rotem Hintergrund.

### Stadtoberhäupter und Stadtrat
Der Bürgermeister der Stadt ist Mircea-Gheorghe Hava.
Die Vize-Bürgermeister sind Paul Voicu (PDL) und Pavel Dorin Şerdean (PP-DD).
Der Stadtrat (Consiliul Local), dessen Besetzung alle vier Jahre gewählt wird, besteht aus 21 Mitgliedern. Nach der Wahl von 2012 setzt sich der Rat wie folgt zusammen:
- Partidul Democrat Liberal (PDL, Demokratisch-Liberale Partei) mit 10 Sitze
- Uniunea Social Liberală (USL, Sozialliberale Union) mit 9 Sitze
- Partidul Poporului – Dan Diaconescu (PP-DD, Volkspartei Dan Diaconescu) mit 2 Sitze

### Religionen
Am 8. April 1994 wurde György Jakubinyi von Papst Johannes Paul II. zum Erzbischof des Erzbistums Alba Iulia (Name des Bistums seit 1932, zuvor Bistum Transsilvanien) ernannt. Erwähnenswert ist die imposante und historisch sowie kunstgeschichtlich sehr wichtige römisch-katholische Kathedrale St. Michael (unweit der orthodoxen Kathedrale und des Gebäudekomplexes des orthodoxen Bistums). Sie stammt aus dem 13. Jahrhundert und beherbergt in ihren Krypten die sterblichen Überreste mehrerer siebenbürgischer Fürsten.
Hier befindet sich auch die Kathedrale der Wiedervereinigung der Nation des rumänisch-orthodoxen Erzbistums für das Gebiet der Kreise Alba und Mureș mit Erzbischof Irineu (Stand: 2011) und des ersten rumänisch-orthodoxen Sozialdienstes (jetzt: Filantropia) in Siebenbürgen, der 1996 gegründet wurde. Seitdem ist dies einer der ständigen Partner des ehrenamtlichen Malteser Hilfsdienstes (Auslandsdienst) der Diözese Trier, der bereits seit Januar 1990 in Alba Iulia tätig ist. Hier werden bis heute gemeinsame soziale Projekte im Bereich der Kindernothilfe und Gesundheitsfürsorge durchgeführt.
In der Filiale der rumänischen Nationalbibliothek in Alba Iulia befinden sich Teile des Lorscher Evangeliars.
Siehe auch: Synagoge (Alba Iulia)

### Städtepartnerschaften
Alba Iulia listet folgende vierzehn Partnerstädte auf:
| Stadt                    | Land                | seit |
| ------------------------ | ------------------- | ---- |
| Alcalá de Henares        | Spanien             | 2002 |
| Alessandria              | Italien             | 2008 |
| Arnsberg                 | Deutschland         | 1974 |
| Biograd na Moru          | Kroatien            | 2011 |
| Chișinău                 | Moldau              | 2011 |
| Düzce                    | Türkei              | 2001 |
| Egio                     | Griechenland        | 2001 |
| Lanzhou                  | Volksrepublik China | 2010 |
| Nof HaGalil              | Israel              | 1994 |
| San Benedetto del Tronto | Italien             | 2001 |
| Sliwen                   | Bulgarien           | 2002 |
| Székesfehérvár           | Ungarn              | 1994 |
| Varese                   | Italien             | 2003 |
| Viadana                  | Italien             | 2006 |

Die Partnerschaft mit Arnsberg vom 18. Mai 1974 ist die älteste partnerschaftliche Verbindung zwischen zwei Städten aus Deutschland und Rumänien.

## Sport
Mit Unirea Alba Iulia spielt ein Fußballverein aus Alba Iulia in der dritthöchsten rumänischen Spielklasse (Stand 2017).

## Bildung und Hochschulen
Die Universitatea „1 Decembrie 1918“ din Alba Iulia (Universität 1 Decembrie 1918) ist eine 1991 gegründete staatliche Hochschule mit Studienprogrammen in Wirtschaftswissenschaften, Geschichte und Philologie, Recht- und Sozialwissenschaften, Orthodoxe Theologie, Natur- und Ingenieurwissenschaften. Vorläufer war ein ehemaliges römisch-katholisches Seminar „Seminarium Incarnatae Sapientiae“ das 1753 gegründet wurde.
Die Facultatea de Teologie Romano-Catolică (Fakultät für Römisch-Katholische Theologie) ist eine Fakultät der Babeș-Bolyai-Universität Cluj und ist in Alba Iulia mit dem Department für Römisch-Katholische Pastoraltheologie ansässig sowie in Cluj-Napoca/Klausenburg mit dem Department für Didaktische Römisch-Katholische Theologie.

## Bilder

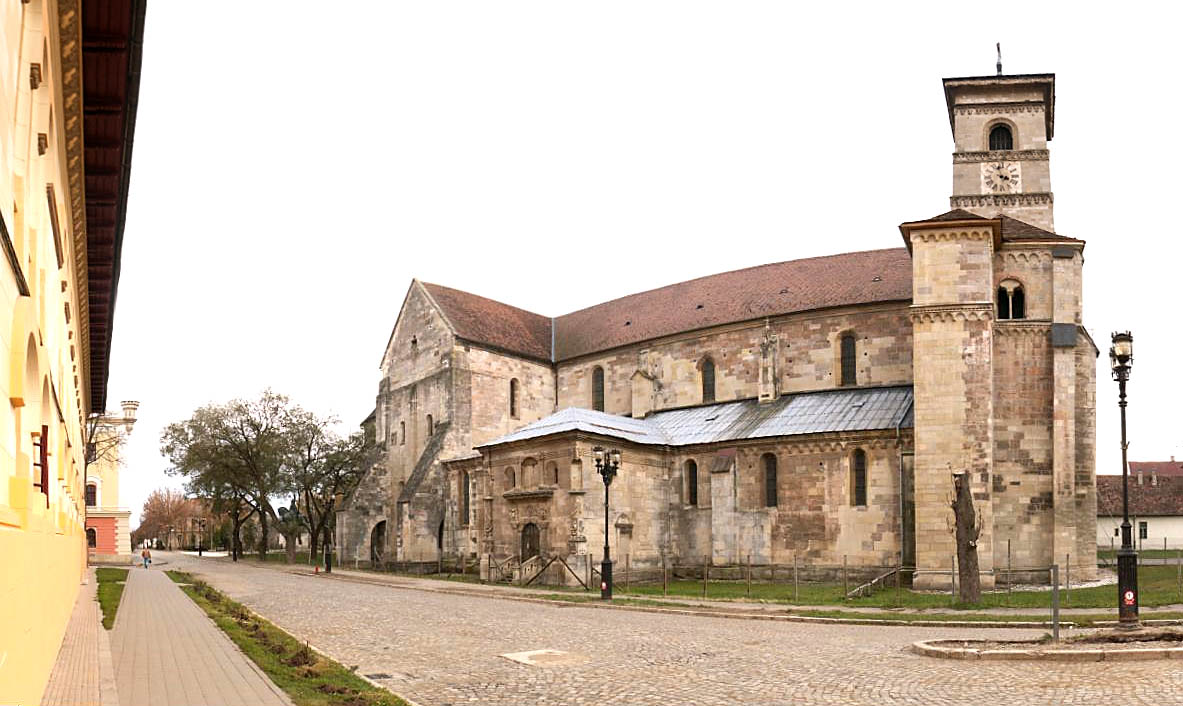
Römisch-katholische Kathedrale …
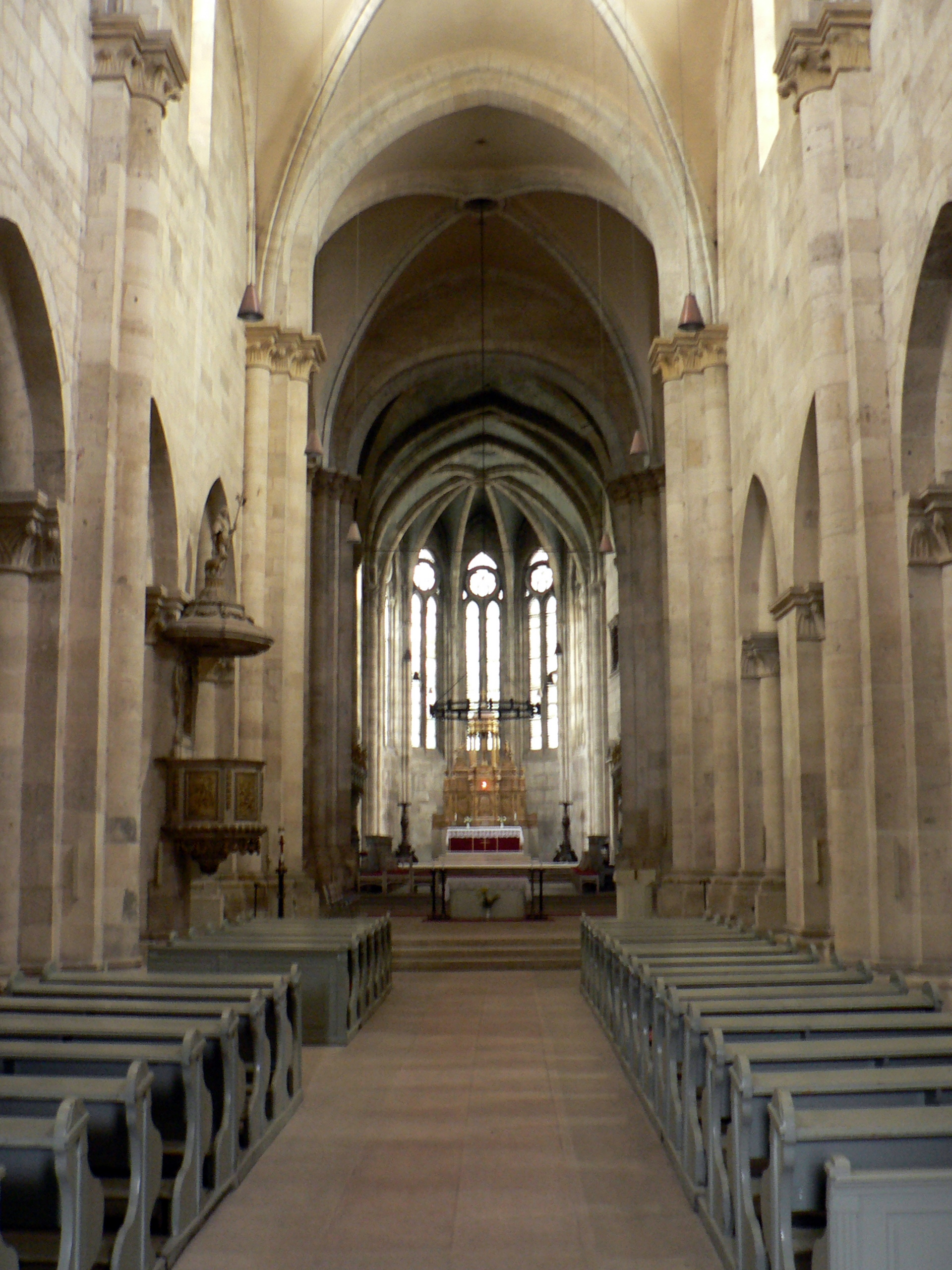
… Innenansicht
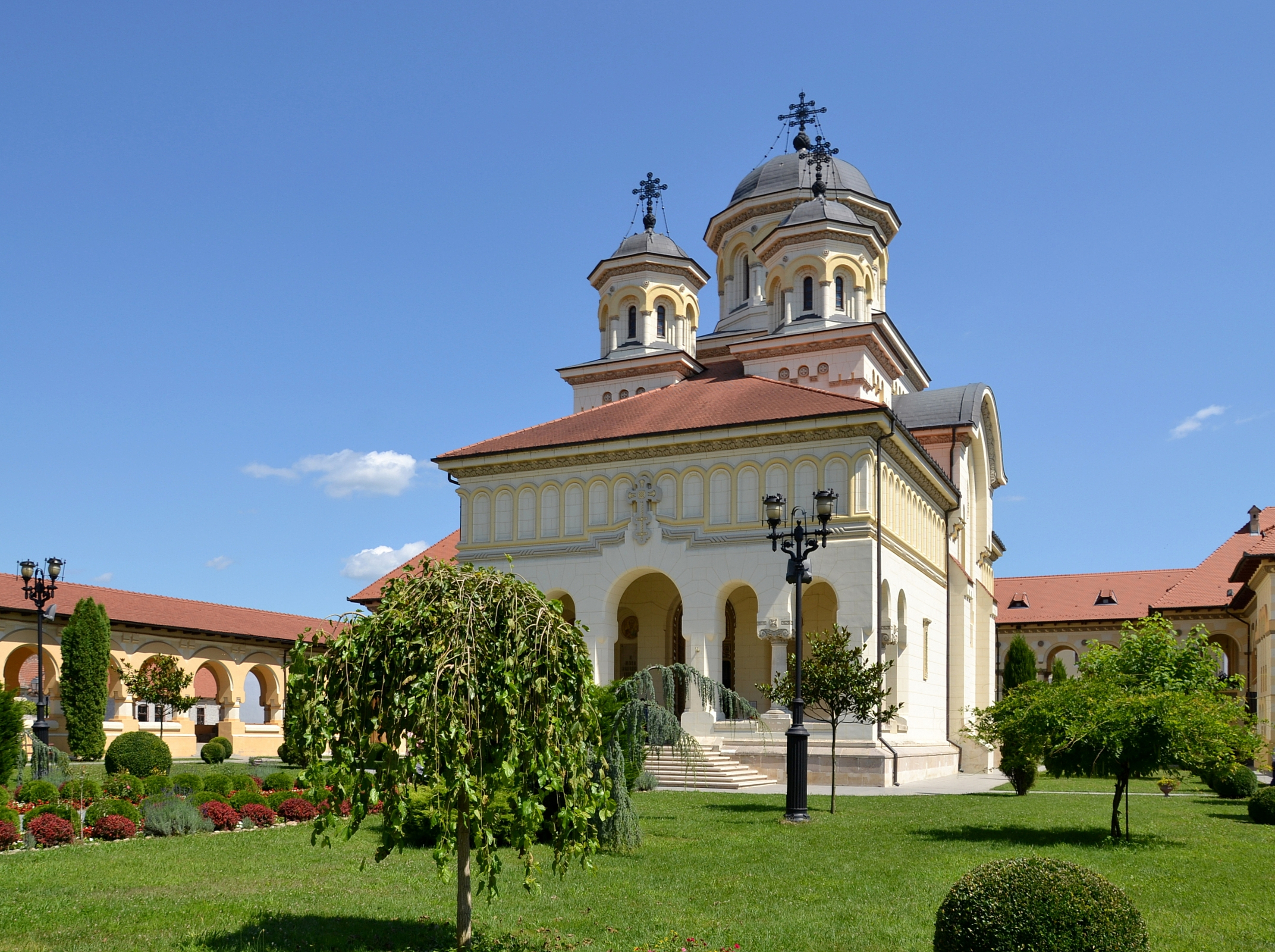
Krönungskathedrale der rumänisch-orthodoxen Kirche …
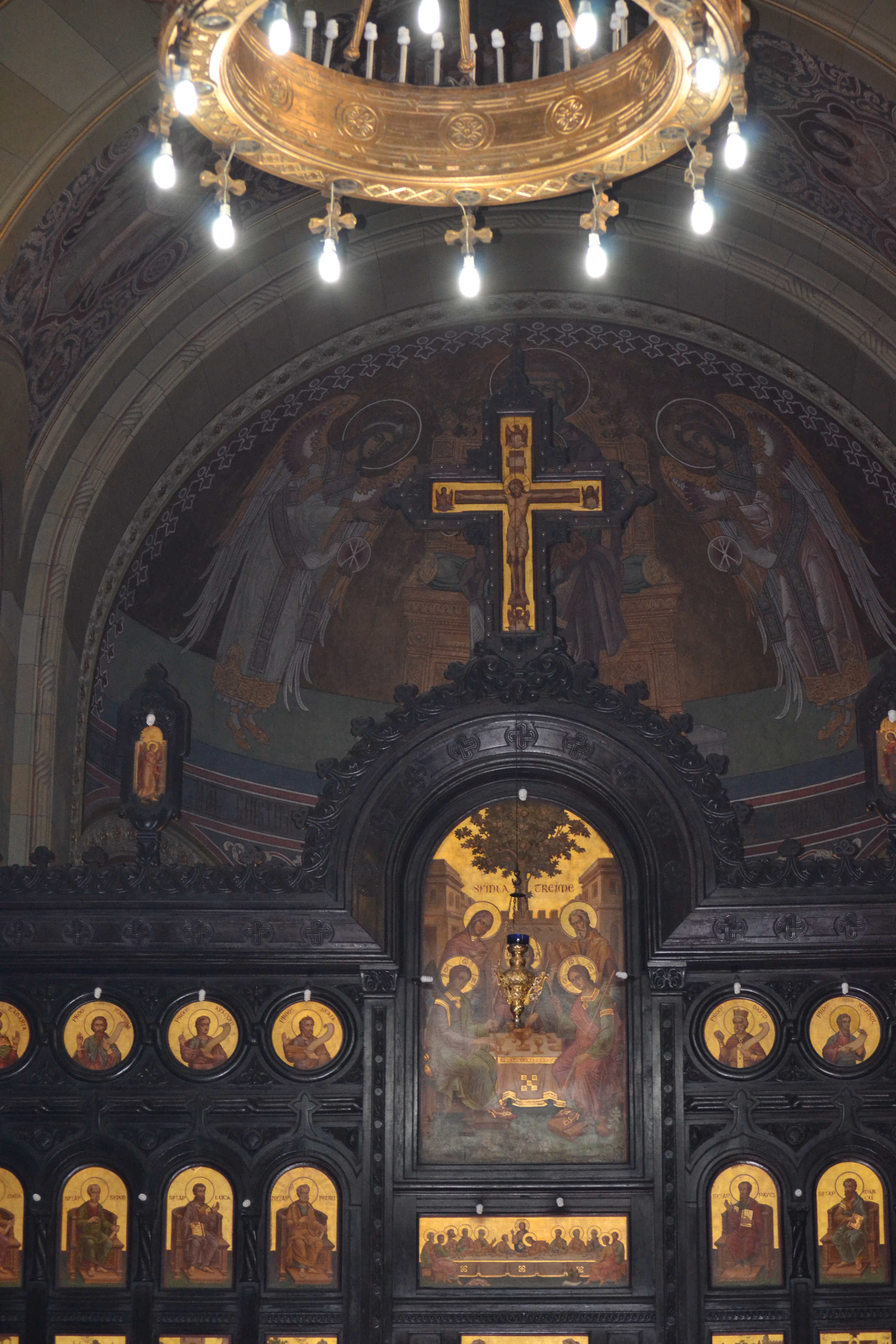
… Innenansicht
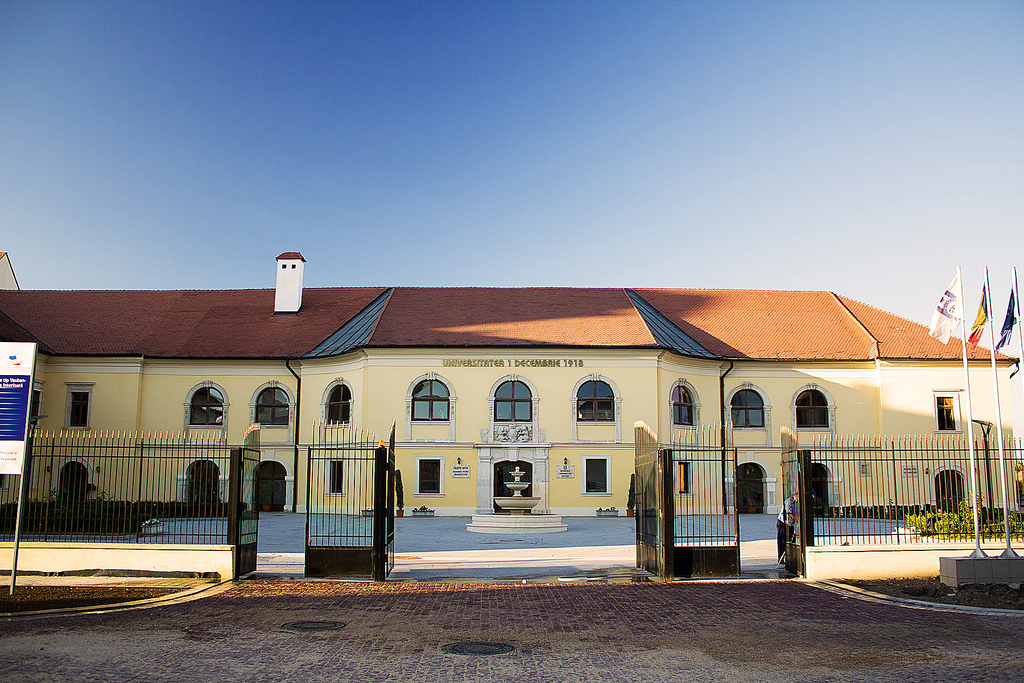
Universität 1. Dezember 1918
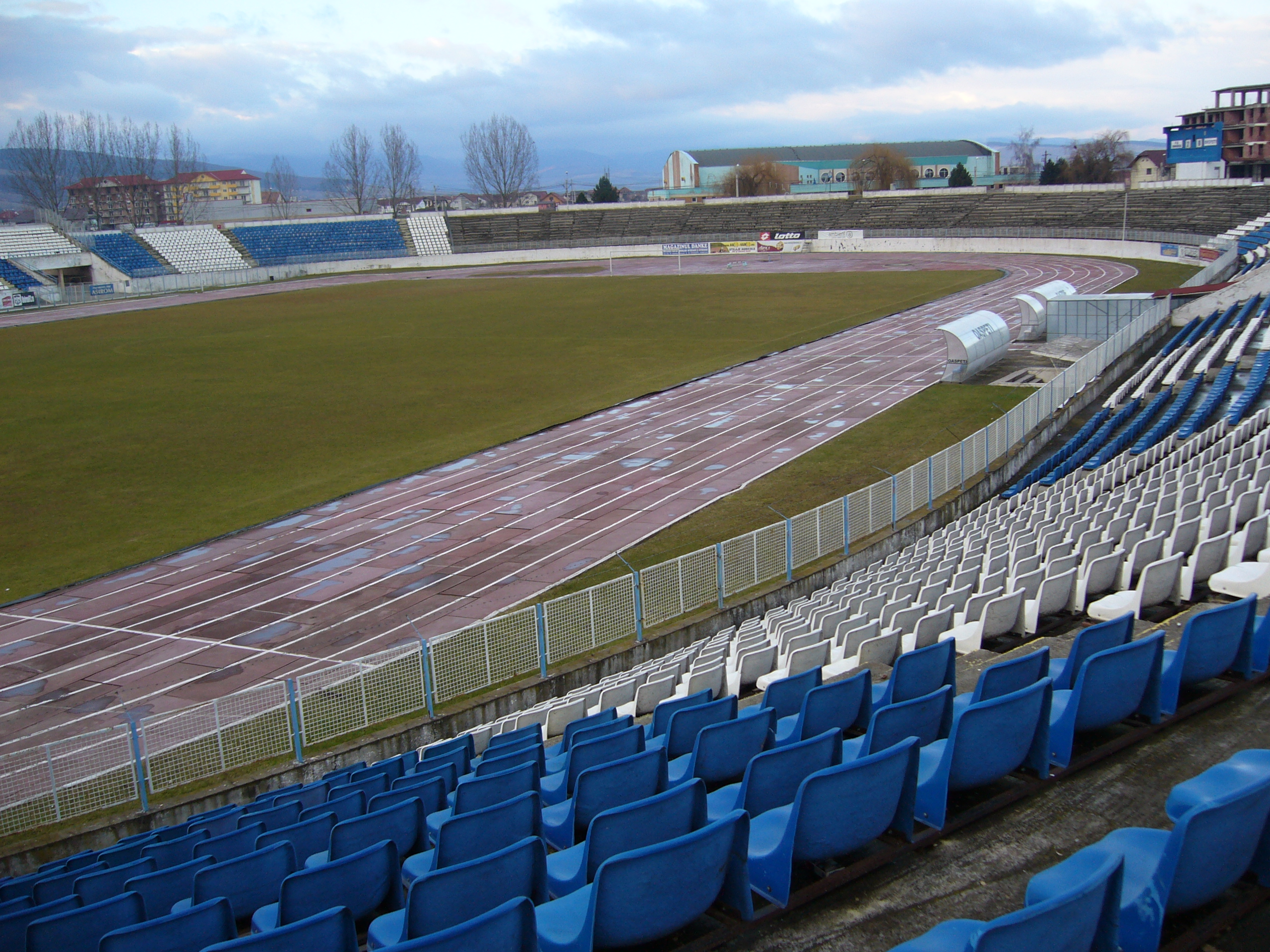
Das Victoria-Cetate Stadion

### Bilder der Festung Alba Carolina

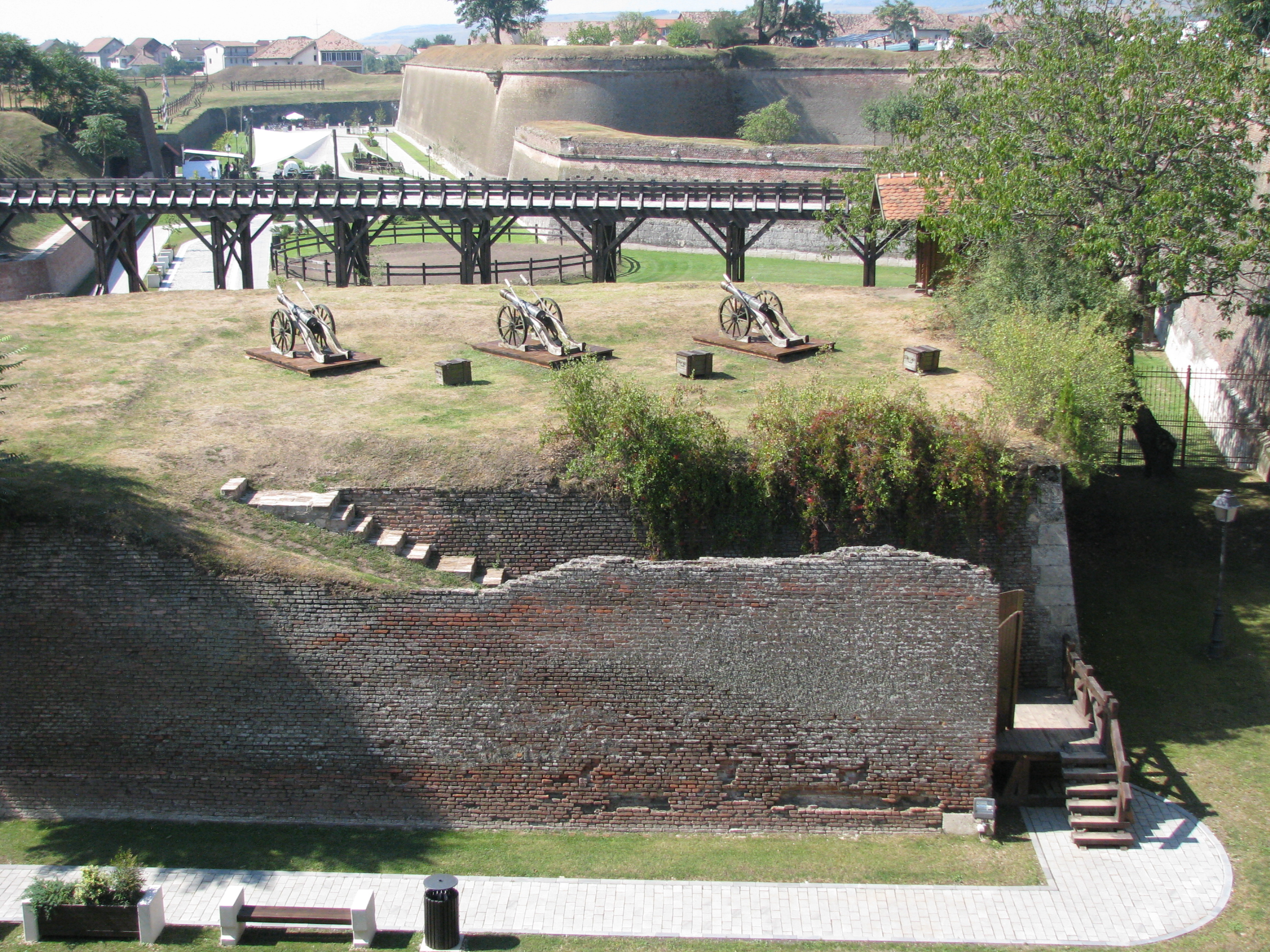
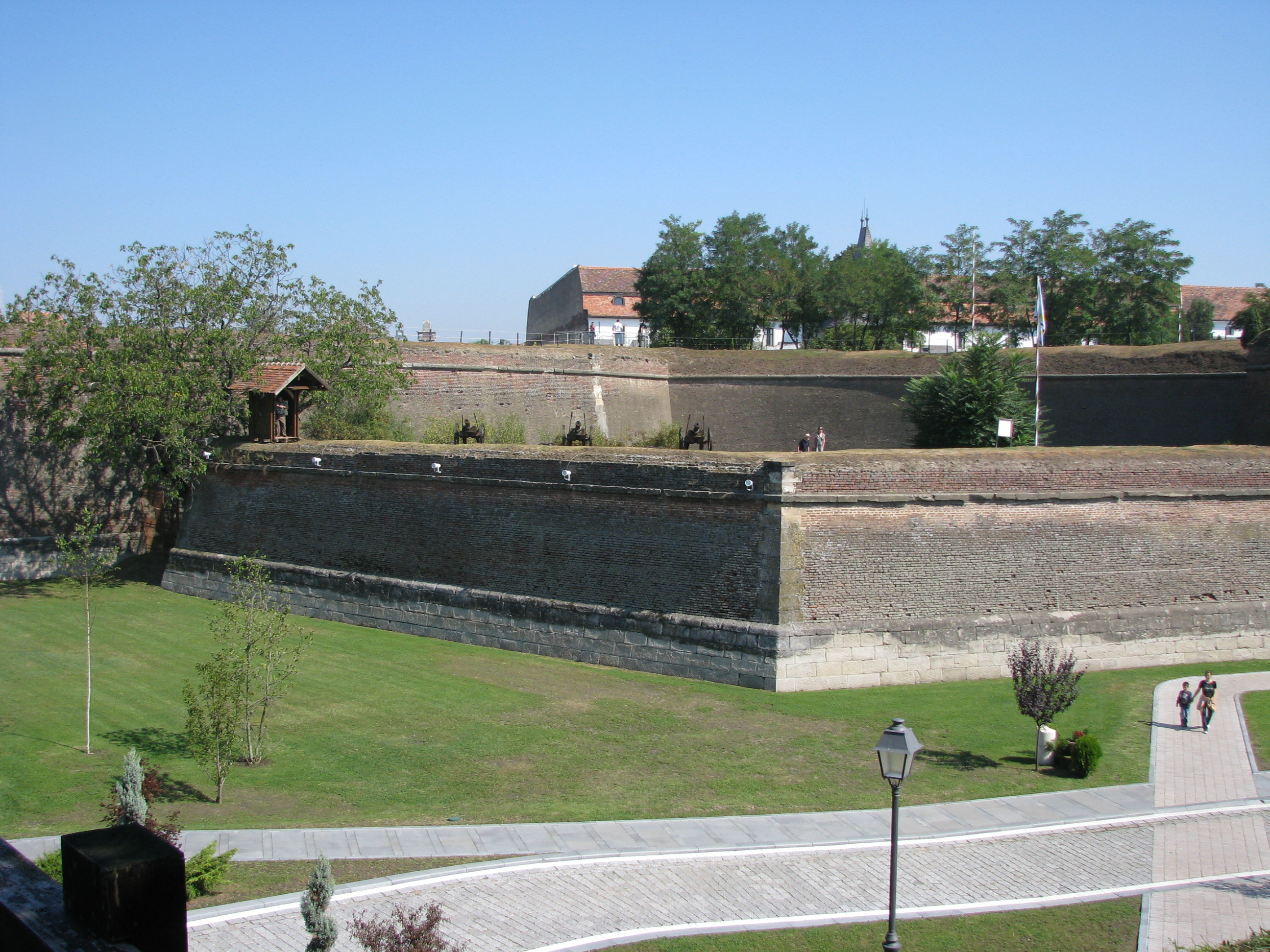
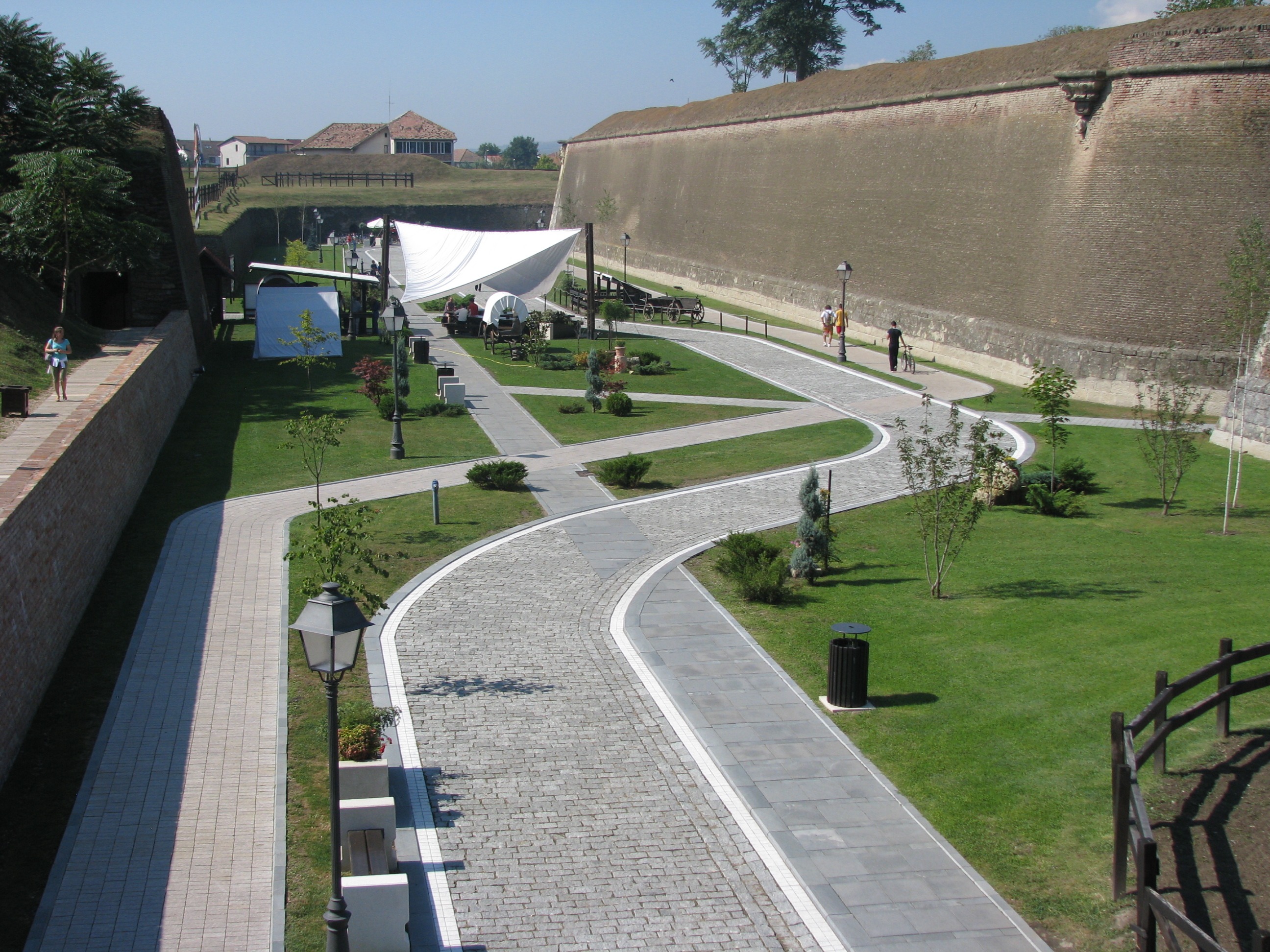
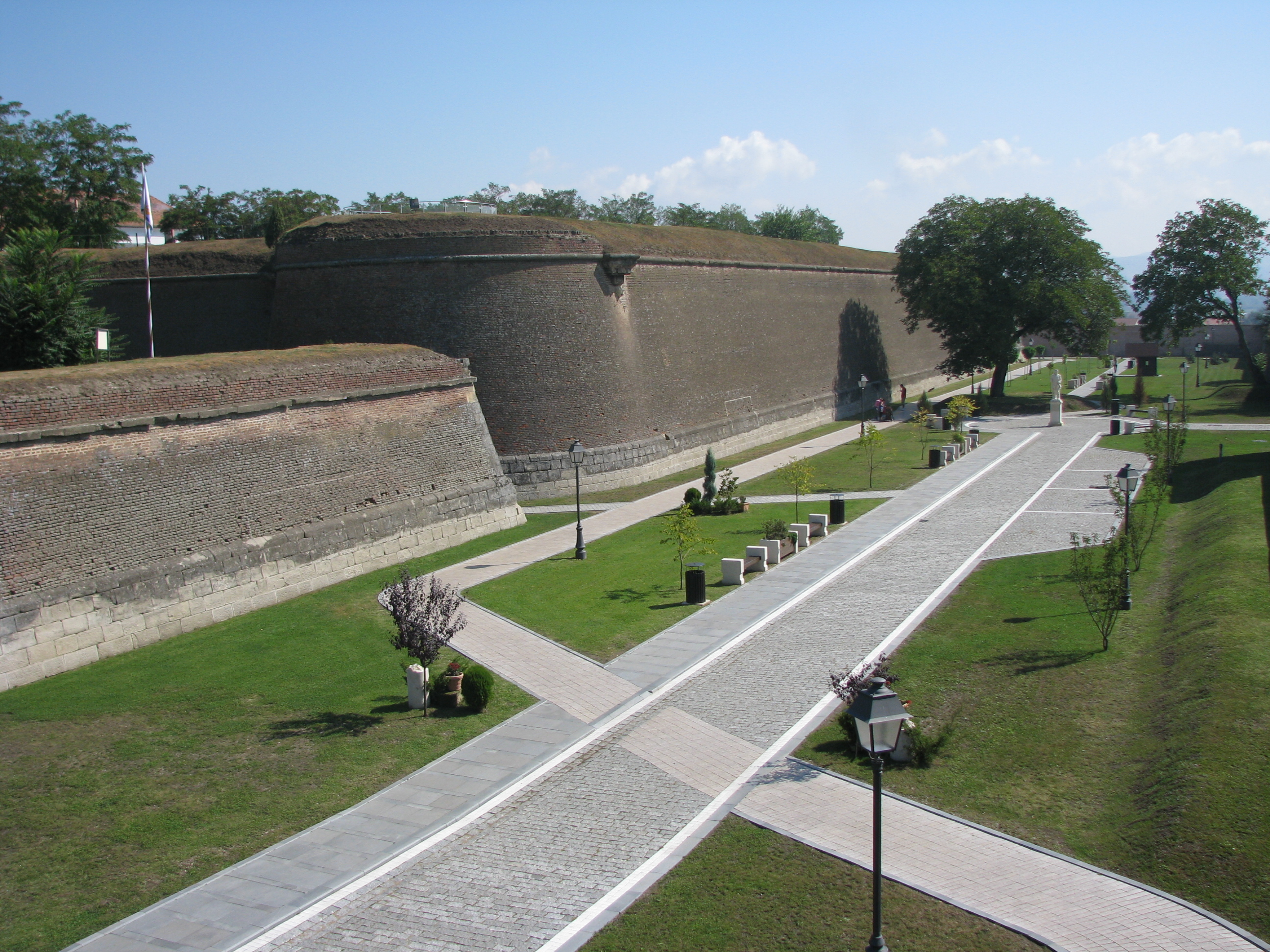
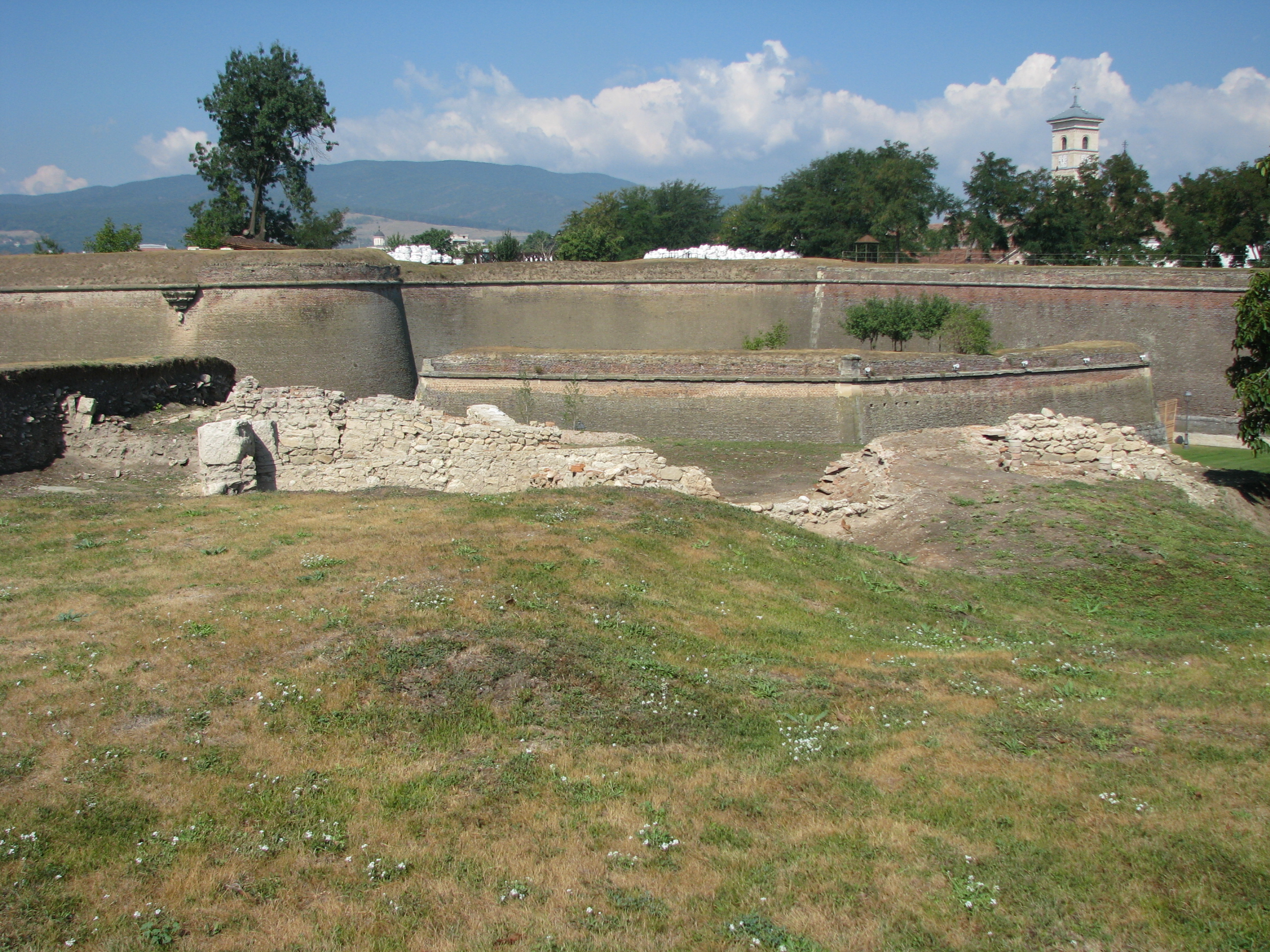
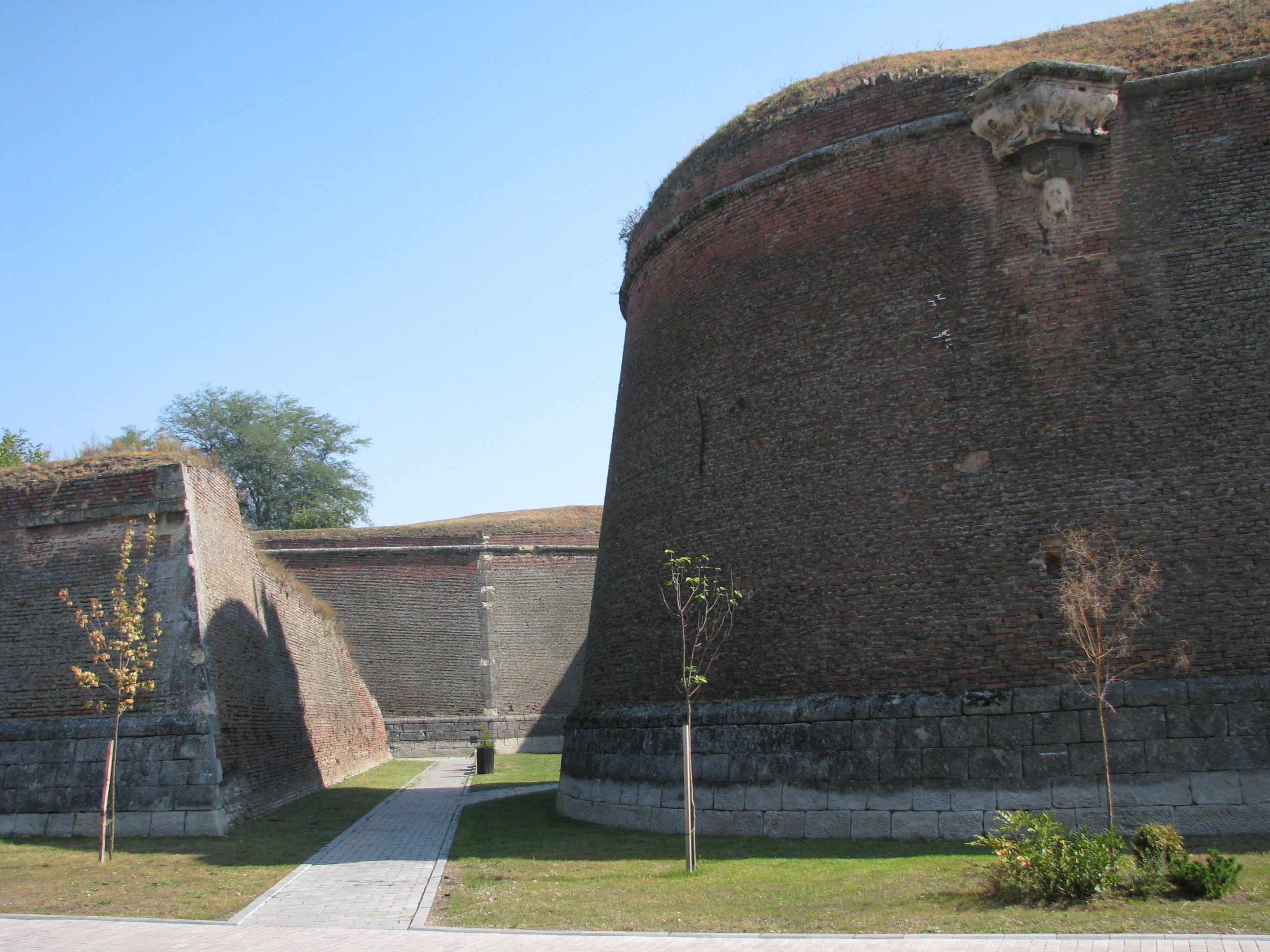

## Persönlichkeiten

### Söhne und Töchter der Stadt
- Ignaz von Born (1742–1791), Mineraloge, Geologe und Malakologe
- Löb Carlburg (1765–1835), Rabbiner in Bonn und Krefeld
- Rudolph Bärenhart (1814–1836), Bildhauer
- Alexandru Borza (1887–1971), Botaniker und Pflanzenforscher
- Ion Tripșa (1934–2001), Sportschütze
- Romulus Rusan (* 1935), Schriftsteller und Gründungsmitglied der „Alianța Civică“ (Bürger-Allianz), Ehemann von Ana Blandiana
- Sorin Anca (* 1972), Monumentalkünstler
- Marius Moga (* 1981), Musikproduzent und Sänger
- Mihai Mincă (* 1984), Fußballspieler
- Alexandru Bulucz (* 1987), Schriftsteller
- Gheorghe Grozav (* 1990), Fußballspieler
- Bogdan Juratoni (* 1990), Boxsportler und Olympionike

### Mit der Stadt verbunden
- Johann Heinrich Alsted (1588–1638), war ein reformierter Theologe, Philosoph, Pädagoge und Polyhistor, lehrte an der Akademie Weißenburg von 1629 bis zu seinem Tod.
- Martin Opitz von Boberfeld (1597–1639), war ein deutscher Dichter, lehrte von 1621 bis 1623 auf Einladung von Bethlen Gábor an der Akademie Weißenburg und verfasste hier die Dacia antiqua.
- Johann Heinrich Bisterfeld (1605–1655), war ein reformierter Theologe, Philosoph, Pädagoge und Polyhistor, lehrte an der Akademie Weißenburg von 1629 bis zu seinem Tod.
- David Friesenhausen (1750–1828), war ein Mathematiker und Talmudgelehrter, in Alba Iulia verstorben.
- Ignaz Lenk von Treuenfeld (1766–1842), war ein k.k. Feldmarschallleutnant und Autor wissenschaftlicher Publikationen, war von 1823 bis 1834 Festungskommandant in Karlsburg und Verfasser eines bekannten vierbändigen Lexikons über Siebenbürgen (Siebenbürgens geograph.- topograph.- statist.- hydrograph. und orograph. Lex., 4. Bde., 1839).
- Béla Cserni (1842–1916), war Archäologe, Lehrer, Museumsleiter und Botaniker. Lebte und wirkte von 1886 bis 1916 als Archäologe, Museumsdirektor und Gymnasiallehrer in der Stadt und gilt als Pionier der Archäologie Siebenbürgens im Allgemeinen und der Stadtarchäologie Alba Iulias im Besonderen.